# Speak English or Die
Speak English or Die („Sprich englisch oder stirb“) ist das erste Studioalbum der US-amerikanischen Thrash-Metal/Hardcore-Punk-/Crossover-Band S.O.D. Es erschien im Jahre 1985 über Megaforce Records. Das Album verkaufte sich weltweit über eine Million Mal und sorgte aufgrund der provokanten und respektlosen Texte für Kontroversen.

## Entstehung
Im Juli 1985 nahm die Band Anthrax im Tonstudio Pyramid Sound in Ithaca ihr zweites Studioalbum Spreading the Disease auf. Nach dem Abschluss der Aufnahmen verblieben der Band noch einige Tage Studiozeit. Aus reinem Spaß nahmen der Gitarrist Scott Ian mit dem Schlagzeuger Charlie Benante, dem ehemaligen Anthrax-Bassisten Dan Lilker und dem Anthrax-Roadie Billy Milano innerhalb von drei Tagen das Album Speak English or Die auf. Für die Abmischung wurden noch einmal drei Tage benötigt.
Die von Billy Milano verfassten Texte wurden teilweise als witzig, teilweise als geschmacklos oder rassistisch bezeichnet. So werden im Titellied illegale Einwanderer aufgefordert, sich der US-amerikanischen Kultur anzupassen. Ein Beispiel für den sarkastischen Humor ist das Lied Fuck the Middle East, in dem Milano für die Auslöschung des Nahen Ostens zu Gunsten von Israel und Ägypten plädiert. Der Text des Liedes The Ballad of Jimi Hendrix besteht nur aus den Worten You're dead! (engl. für ‚Du bist tot!‘). Dan Lilker erklärte, dass es nicht die Intention der Band gewesen sei, ernsthafte Texte zu schreiben. Die Texte sollten nur anecken.

## Titelliste
| 1. March of the S.O.D. – 1:27 2. Sargent D and the S.O.D. – 2:23 3. Kill Yourself – 2:11 4. Milano Mosh – 1:32 5. Speak English or Die – 2:24 6. United Forces – 1:53 7. Chromatic Death – 0:43 8. Pi Alpha Nu – 1:09 9. Anti-Procrastination Song – 0:06 10. What's that Noise – 1:00 11. Freddy Krueger – 2:32 | 1. Milk – 1:54 2. Pre-Menstrual Princess Blues – 1:20 3. Pussy Whipped – 2:14 4. Fist Banging Mania – 2:04 5. No Turning Back – 0:52 6. Fuck the Middle East – 0:27 7. Douche Crew – 1:35 8. Hey Gordy! – 0:07 9. Ballad of Jimi Hendrix – 0:05 10. Diamonds and Rust (Extended Version) – 0:05 |

## Rezeption
Steve Huey von Allmusic bezeichnete Speak English or Die als ein wichtiges Album für die Fusion des Hardcore Punk mit Thrash- und Speed Metal.
In dem Buch Best of Rock & Metal des deutschen Magazins Rock Hard, in dem die nach Meinung der Rock-Hard-Redaktion 500 stärksten Metal- und Hard-Rock-Alben aller Zeiten aufgeführt werden, belegte Speak English or Die Platz 247. Götz Kühnemund bezeichnete das Werk als einen der Meilensteine der ursprünglichen Crossover-Bewegung, die damals ein Zusammenwachsen der Metal- mit der Hardcore-Szene herbeiführen wollte. Darüber hinaus führte das Rock Hard Speak English or Die auf seiner Liste der 250 Thrash-Metal-Alben, die man kennen sollte.
Der deutsch-türkische Rapper Volkan T. nannte sein zweites Studioalbum Sprich Deutsch oder stirb in Anlehnung an Speak English or Die, während die französische Band Noflag ein Album mit dem Titel Spit English or Die veröffentlichte. Die deutsche Hardcore-Punk-Band COR brachte im Jahre 2012 mit dem Album Snack Platt Orrer Stirb eine weitere Abwandlung von Speak English or Die heraus. Das Online-Magazin Ugly Punk veröffentlichte passenderweise eine Rezension auf Plattdeutsch. Auch die rechtsextreme Hatecore-Band Solution mit dem Aufdruck „Speak German or Die“ auf ihrem Album Liebe Deinen Nächsten und die griechische Nazipunk-Band Pogrom mit dem Liedtitel Μίλα Ελληνικά ή Ψόφα (in englischsprachigen Berichten mit Speak Greek or Die wiedergegeben) spielten auf das S.O.D.-Album an. Ein Artikel des Magazins Rock Hard über die französische Band Rise of the Northstar zitiert deren auf die eigenen mangelhaften Englischkenntnisse bezogene Aussage „Wir sind Franzosen, also soll der Rest der Welt Französisch lernen“ und kommentiert diese mit „Speak French or die!“.

## Wiederveröffentlichungen
Insgesamt zweimal ist das Album bislang neu veröffentlicht worden. Im Jahre 1995 veröffentlichte Megaforce das Album mit dem Bonustitel Ram It Up neu. Hierbei handelt es sich um eine Coverversion eines Liedes der deutschen Band Inferno. Fünf Jahre später veröffentlichte Megaforce die Platinum Edition, die neben den Studiotiteln Identity, Go und Ram It Up noch neun Live-Aufnahmen von einem Konzert in Tokio aus dem Jahre 1999 enthält.